# Маленькие человечки Большевистского переулка, или Хочу пива
«Ма́ленькие челове́чки Большеви́стского переу́лка, или Хочу́ пи́ва» — российский художественный фильм 1993 года режиссёра Андрея Малюкова, снятый в жанре трагикомедии абсурда с элементами социальной фантастики.

## Сюжет
Фильм показывает скучную и бесперспективную жизнь жителей небольшого переулка в центре Москвы. Мужчины ни к чему не стремятся и ничего не хотят от жизни, предпочитая проводить всё свободное время у пивного ларька, лишь женщины продолжают жить: о чём-то мечтать, любить. В переулок приезжает богатый бельгиец, пытающийся соблазнить и увезти с собой одну из местных женщин, однако та оказывается верна своему почти опустившемуся мужу, и иностранец уезжает домой, подобрав совершенно падшую женщину из мусорного бака.
Тем временем сам герой Шатохина встречает на своей кухне гнома, который предлагает ему уйти от забот мира большого в мир маленький.

## В ролях
- Николай Шатохин — Толик
- Наталья Варлей — Вера, жена Толика
- Елена Кучеренко — Наташа, любовь Толика
- Сергей Маковецкий — Человечек
- Евгений Герчаков — Шарль, бельгийский поклонник Веры
- Екатерина Кмит — Фаина
- Василий Григорьев — интервьюер
- Алефтина Евдокимова — Нина Ивановна, мать Толика
- Александр Лойе — Денис, сын Веры
- Олег Филипчик — Паша, муж Наташи
- Светлана Афендик — эпизод
- Елена Богданова — старушка-пианистка
- Владимир Большаков — эпизод
- Сергей Галкин — булочник
- Эльвира Гарина — Горбачёва
- Анна Строганова — соседка
- Виктор Косых — Шурик (нет в титрах)

## Награды и номинации
- Приз «Серебряный парус» I Международного кинофестиваля российского кино в Сан-Рафаэле (1993).
- Приз «Зелёное яблоко, золотой листок» за лучший сценарий (1995—1996).